# Gare de Wembley Central
La gare de Wembley Central (en anglais : Wembley Central railway station), est une gare ferroviaire de la Watford DC line (en), en zone 4 Travelcard. Elle  est située sur la High Road à Wembley, dans le borough londonien de Brent, sur le territoire du Grand Londres.
C'est une gare Network Rail desservie par des trains : Southern, West Midlands Trains (en) et London Overground de Transport for London. Elle est en correspondance avec la station Wembley Central de la ligne Bakerloo dont les rames utilisent les mêmes voies et quais.

## Situation ferroviaire
Établie a mètres d'altitude, la gare de Wembley Central est située sur la Watford DC line (en) entre la gare de North Wembley, en direction de la gare de Watford Junction, et de la gare de Stonebridge Park, en direction de la gare d'Euston. Elle dispose de cinq quais (dont deux centraux et un latéral inutilisé), les quatre quais en service sont numérotés : 1, 2-3, 4-5 et 6. Les quais 1 et 2 sont utilisés alternativement par les trains du réseau Overgound et les rames du métro de la ligne Bakerloo (station Wembley Central).

Plans de la ligne et des transports à Londres
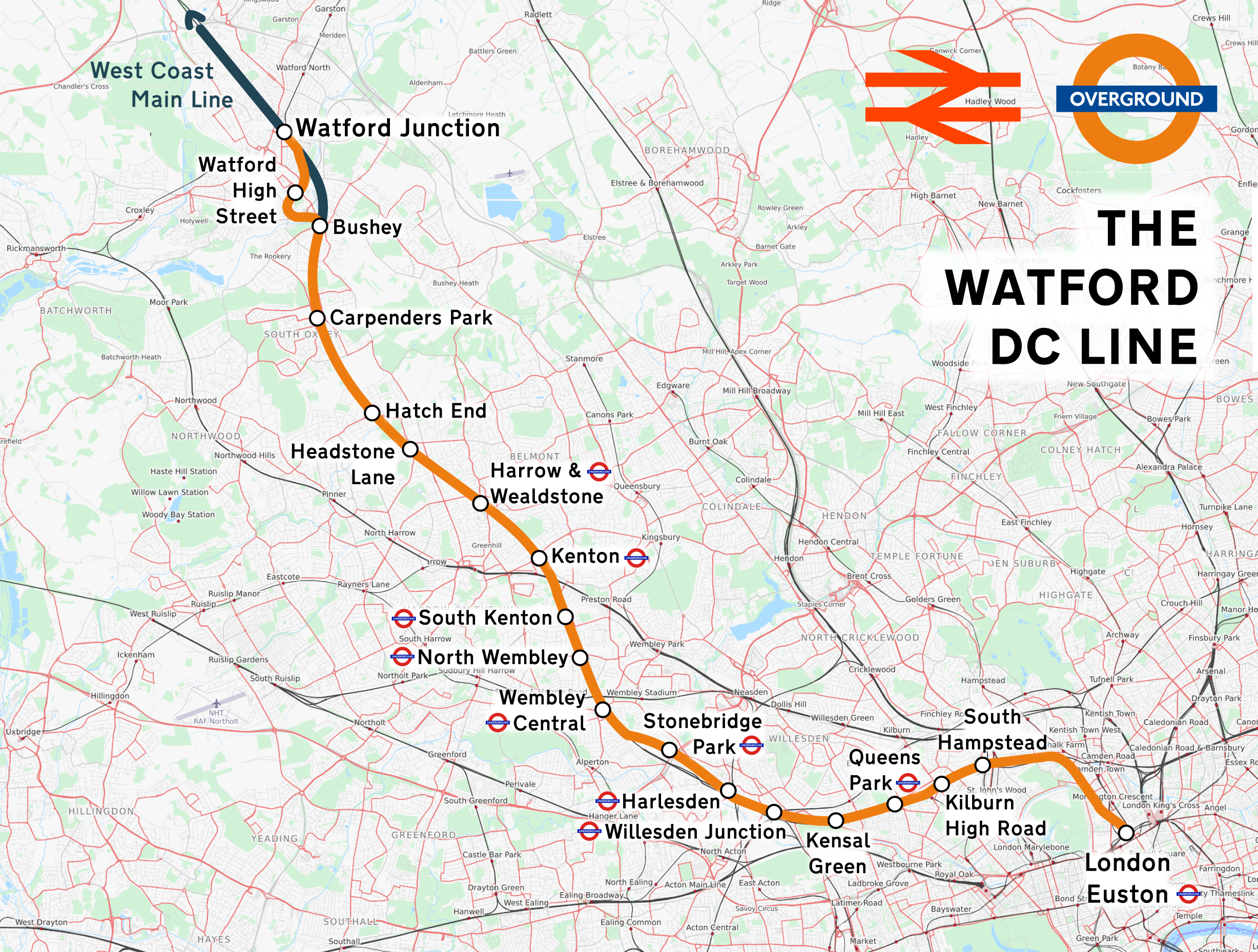
Watford DC line.
Réseau Overground.
Plan des transports.

## Histoire
La gare, alors dénommée Sudbury, est mise en service en 1842 par le London & Birmingham Railway (en). Elle est renommée Sudbury & Wembley, en 1882, puis Wembley for Sudbury en 1910, avant d'accueillir dans son infrastructure la station Wembley Central de la ligne Bakerloo du métro de Londres. Elle est renommée Wembley Centralen 1948.

## Service des voyageurs

### Accueil
La gare dispose d'une entrée principale sur la High Road à Wembley.

### Desserte
La gare de Wembley Central est desservie : par les trains de banlieue du London Overground circulant sur la relation : gare de Watford Junction - gare d'Euston; par des trains Southeastern en provenance ou à destination des gares de : Clapham Junction, Harrow & Wealdstone et Milton Keynes Central.

Installations
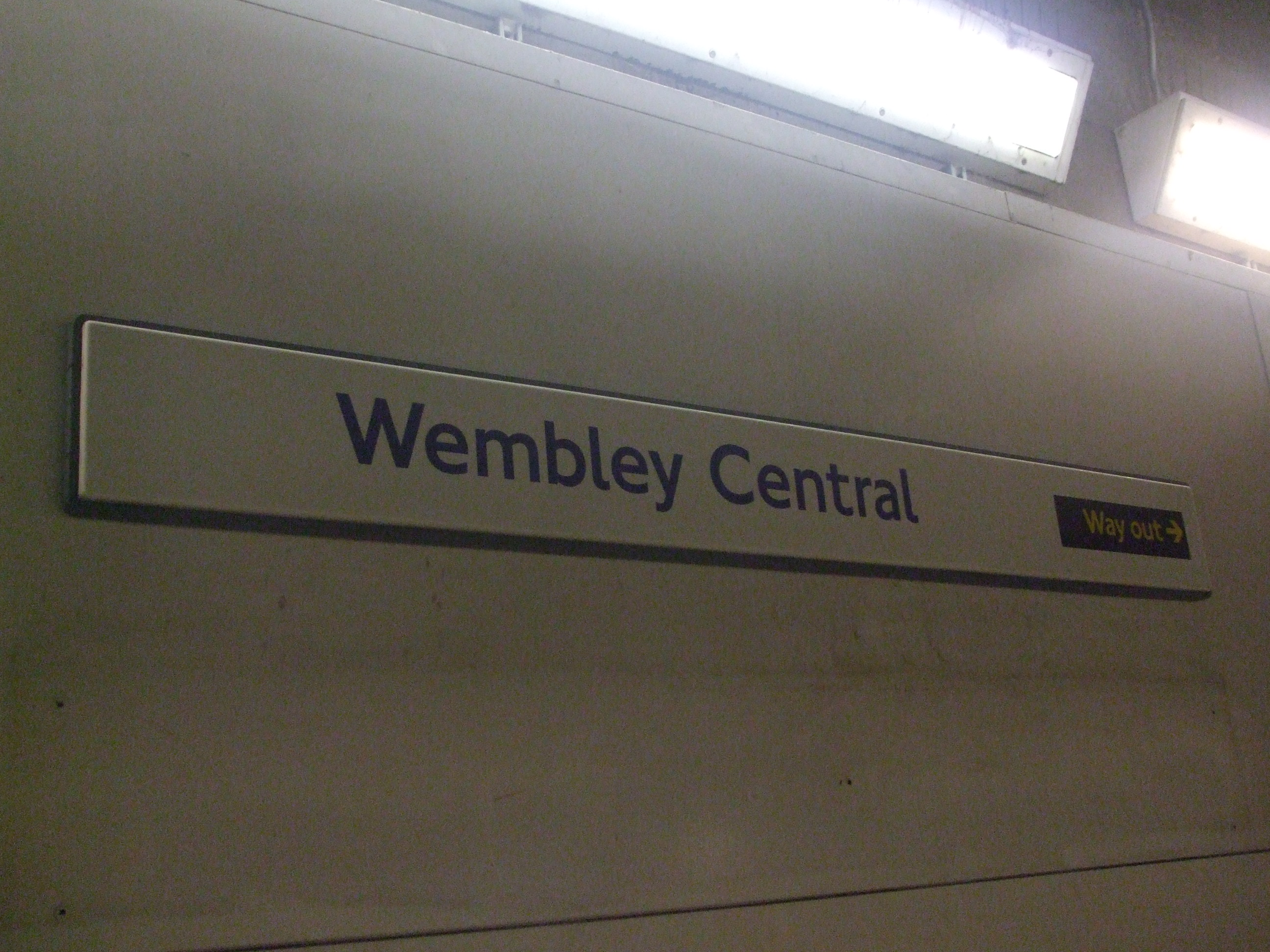
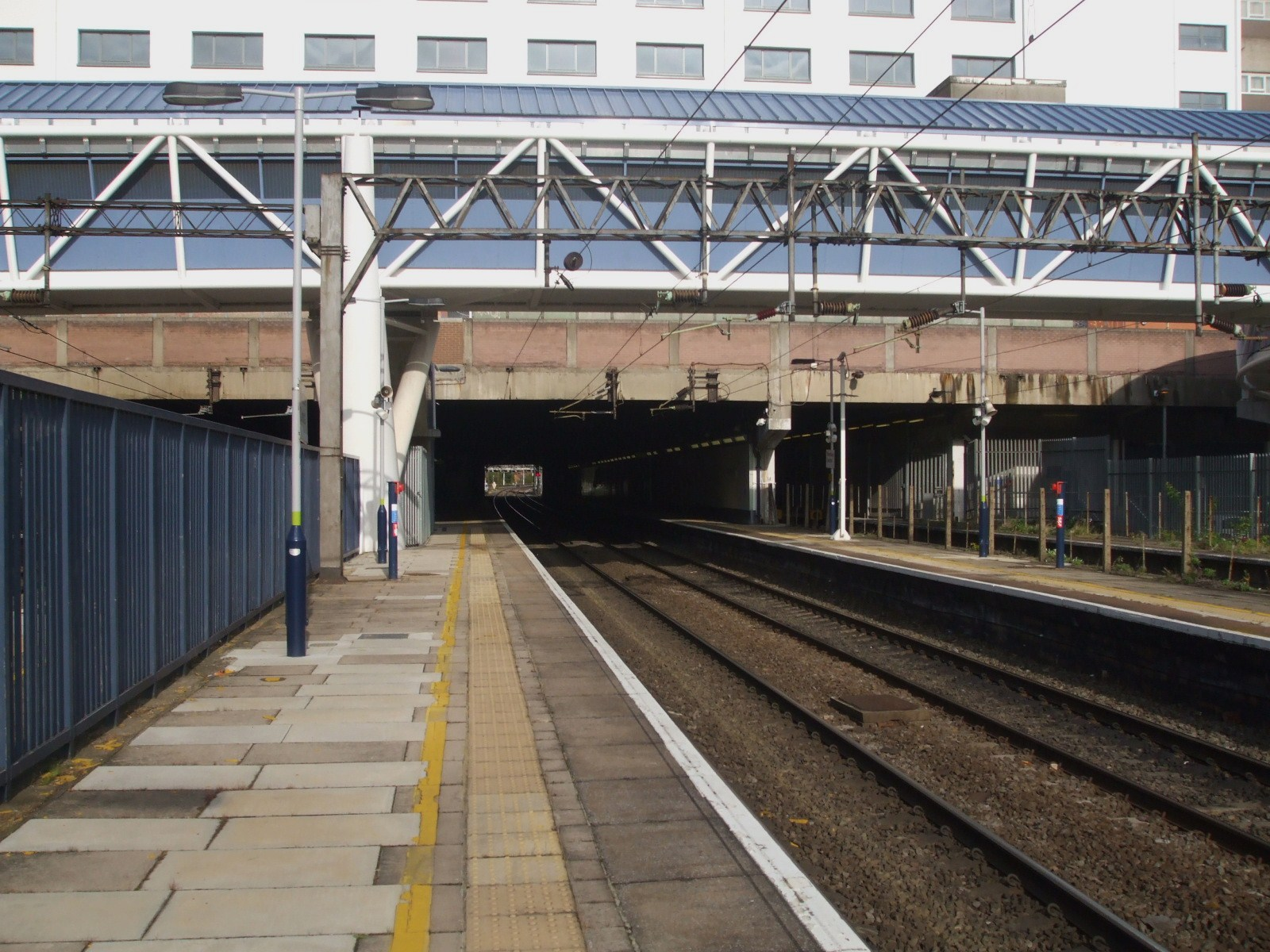
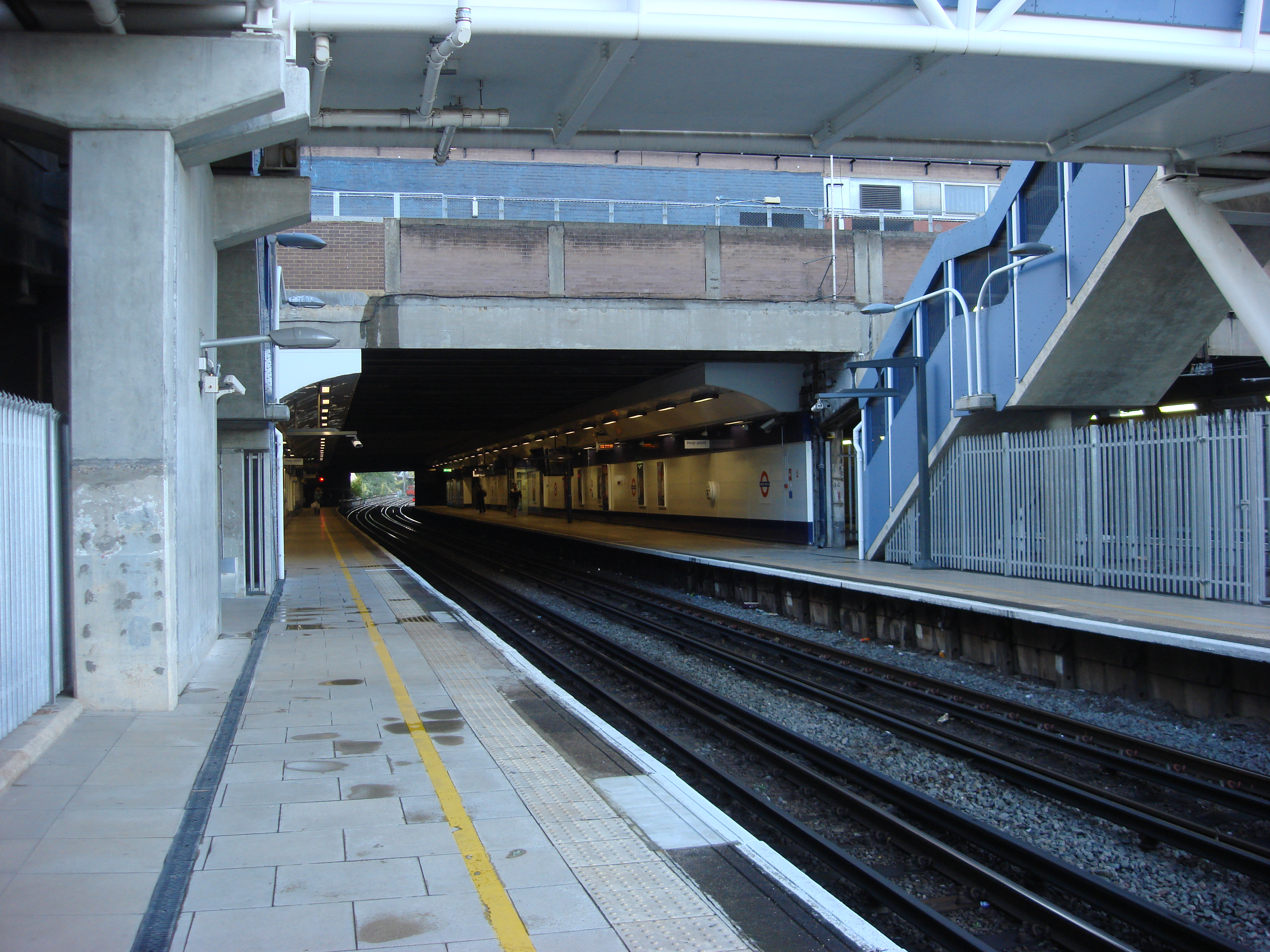

### Intermodalité
Elle est en correspondance avec la station Wembley Central, de la ligne Bakerloo du métro de Londres, qui utilise partiellement la même infrastructure (voies et quais).
Comme la gare, la station est desservie par des autobus de Londres des lignes 18, 79, 83, 92, 182, 3-204, 223, 297, 483, H17, N18 et N83.